# Drüsenameisen
Die Drüsenameisen (Dolichoderinae) sind eine Unterfamilie innerhalb der Ameisen (Formicidae). Neben den Drüsenameisen zählen in Mitteleuropa noch die Knotenameisen (Myrmicinae), die Urameisen (Ponerinae) und die Schuppenameisen (Formicinae) zu den verbreiteten Ameisengruppen.

## Merkmale
Die Drüsenameisen besitzen ein einfaches Stielchenglied (Petiolus) ohne Postpetiolus. Zwischen den Segmenten der Gaster, die aus vier Gliedern besteht, befinden sich keine auffälligen Einschnürungen. Sie besitzen statt eines Giftstachels nur eine schlitzförmige Kloakenöffnung zwischen Telson und Hypopygium. Das Stielchenglied ist nieder und schräg nach vorne gerichtet. Die kaum behaarten Larven entwickeln sich zu Nackt-Puppen.

### Drüsen
Die Postpygidaldrüse fehlt. Die dorsale Öffnung der Metapleuraldrüse ist nach vorne hin verengt und nach hinten erweitert. Wehrsekrete werden  über die Pygidaldrüse abgegeben. Die Pygidaldrüse produziert cyclopentanoide Monoterpene (Iridoide).

### Ähnliche Unterfamilien
Viele, insbesondere die kleinen Arten der Drüsenameisen sehen den Schuppenameisen sehr ähnlich, die spaltförmige Kloakenöffnung am Hinterleibsende statt der tubusförmigen Säurepore mit Haarkranz ist aber ein eindeutiges Unterscheidungsmerkmal.

## Vorkommen
Die Unterfamilie zeigt eine bemerkenswerte Artenvielfalt und ist in verschiedenen biogeografischen Gebieten weltweit verbreitet, darunter die Paläarktis, Nearktis, Afrotropis, Orientalis, Australis und Neotropis.

## Lebensweise
Fast alle Arten der Drüsenameisen sind Jäger oder Aasfresser. Manche Arten ernähren sich aber von Honigtau oder den süßen Ausscheidungen von Schmetterlingsraupen, insbesondere von Bläulingen. Die Nester werden in der Erde, in Holz und Totholz, in Spalten zwischen Felsen und auch in Termitenhügeln gebaut. Bei den Arten der Gattung Bothriomyrmex tötet die Königin die eines anderen Ameisennestes und kann mit Hilfe der nun zur Verfügung stehenden Arbeitern ihren Staat aufbauen (temporärer Sozialparasitismus).

## Systematik
Von den Drüsenameisen sind weltweit über 700 Arten beschrieben.
Sie werden in folgende Gattungen unterteilt:
- Amyrmex
- Anillidris
- Anonychomyrma
- Axinidris
- Azteca
- Bothriomyrmex in Mitteleuropa mit drei Arten: Bothriomyrmex gibbus, Bothriomyrmex menozzii und Bothriomyrmex meridionalis
- Doleromyrma
- Dolichoderus mit einer Art in Mitteleuropa: Dolichoderus quadripunctatus
- Dorymyrmex
- Ecphorella
- Forelius
- Froggattella
- Gracilidris[7]
- Iridomyrmex
- Leptomyrmex
- Linepithema in Warmhäusern in Mitteleuropa die Invasionsart Linepithema humile
- Liometopum in Mitteleuropa mit einer Art: Liometopum microcephalum
- Loweriella
- Ochetellus
- Papyrius
- Philidris
- Tapinoma in Mitteleuropa mit drei Arten (eine weitere nur synanthrop in Gebäuden)
- Technomyrmex
- Turneria